# Quand Madelon
La Madelon o Quand Madelon, anche conosciuto in inglese come Madelon (I'll Be True to the Whole Regiment) è una canzone francese, molto popolare durante la prima guerra mondiale. Sebbene sia per la maggior parte conosciuta come La Madelon, il titolo appropriato è Quand Madelon, che sono, infatti, le parole iniziali del ritornello. I testi sono di Louis Bousquet e la musica di Camille Robert.
La canzone racconta una storia di soldati che flirtano con una bella e giovane cameriera in una taverna di campagna e può in parte dover la sua popolarità al fatto che i testi erano puliti in un momento in cui le canzoni dei soldati erano per lo più oscene e maleducate. Fu una delle canzoni più popolari in Francia durante la prima guerra mondiale e divenne una canzone patriottica con il passare della guerra. È una canzone patriottica e ben nota in Francia ancora oggi. Diventò popolare anche tra i soldati spagnoli.
Fu rianimata nella seconda guerra mondiale e Marlene Dietrich la cantò a Parigi nel 1939 durante la celebrazione della festa nazionale del 14 luglio.
Il film francese del 1955 La Madelon, diretto da Jean Boyer, era una commedia basata sulla leggenda di Madelon con protagonista la grande Line Renaud che interpreta il personaggio del titolo e canta la canzone circondata dai soldati.